# Flores (Guatemala)

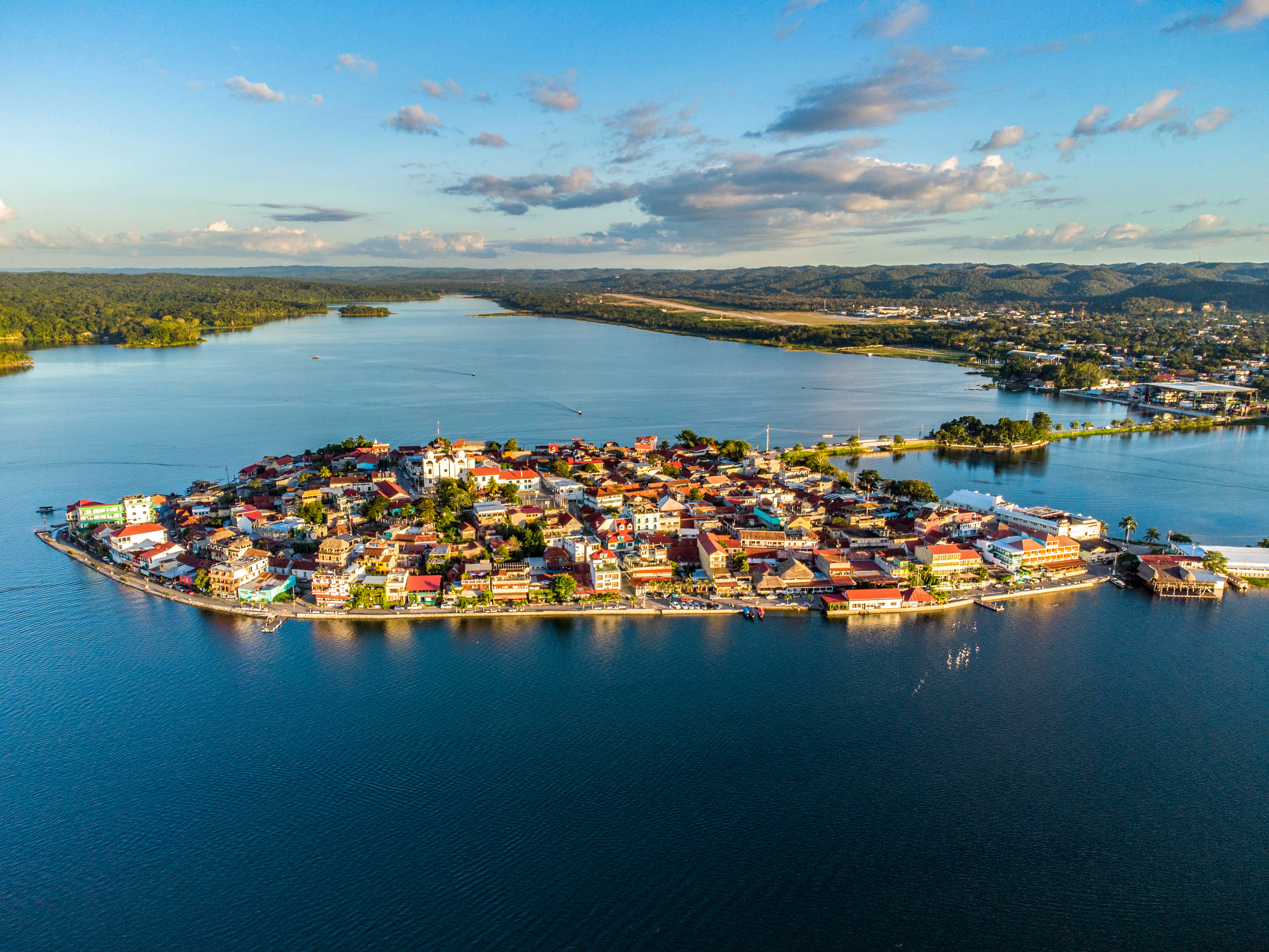
Flores

Flores är huvudstad i departementet Petén i Guatemala. Antalet invånare 2003 var 13 700 (2003). Flores är även sätet för kommunen Flores (befolkning 22,600).
Dess äldre del ligger på en ö i Petén Itzá-sjön, som är förbunden med fastlandet via en kort vägbank.

## Notabla fyndplatser
Runt sjön finns åtminstone 27 Mayaruiner från  Förcolumbiansk tid och de arkeologiska lämningarna av mayastaden Tayasal ligger på en halvö tvärs över sjön nära Itzá mayas huvudstad, den sista i Mesoamerika som erövrades av de spanska conquistadorerna 1697.